# Rue de Montyon
La rue de Montyon est une voie du 9e arrondissement de Paris, en France.

## Situation et accès
La rue de Montyon est une voie publique située dans le 9e arrondissement de Paris. Elle débute au 7, rue de Trévise et se termine au 2, rue Geoffroy-Marie.

## Origine du nom
Elle porte le nom du philanthrope et économiste français Jean-Baptiste de Montyon (1733-1820).

## Historique
Une ordonnance royale du 11 août 1844 autorisa MM. de Massa et Leroux à continuer sur leurs terrains, et jusqu'au prolongement de la rue de Trévise, la partie de la rue de la Boule-Rouge prenant naissance à la rue du Faubourg-Montmartre en l'absorbant.

## Bâtiments remarquables et lieux de mémoire
- No 8 : emplacement de la Confédération française de la photographie, réunissant trois groupements professionnels[1].
- No 14 : Durant l'occupation, il y avait un bordel pour les soldats allemand appelé Maison close Le Montyon[2].